# Knockaround Guys
Knockaround Guys ist ein US-amerikanischer Actionfilm von Brian Koppelman und David Levien aus dem Jahr 2001.

## Handlung
Matty Demaret ist ein Sohn des Chefs einer Mafiaorganisation. Sein Vater Benny Chains hat Zweifel, ob Matty für seine Organisation geeignet ist und gibt ihm einen Auftrag als Test der Fähigkeiten. Matty soll einen Koffer mit einer halben Million Dollar von einer Kleinstadt nach New York City überführen. Mattys Freund Marbles verliert bei der Ausführung den Koffer, als er bei der Überführung mit dem Flugzeug zum Tanken in einer Kleinstadt landen muss und aus Panik vor der örtlichen Polizei der Koffer abhandenkommt. Demaret sucht daraufhin das Geld, die Söhne der altgedienten Mafiosi Chris Scarpa, Johnny Marbles und Taylor Reese helfen ihm dabei.
Der ortsansässige Sheriff Decker will das Geld übernehmen. Mattys Onkel Teddy Deserve reist nach Montana unter dem Vorwand, den vier jungen Mafiosi bei Schwierigkeiten zu helfen. Er will jedoch das Geld für sich behalten. Er gibt Matty das Versprechen, dass Marbles nichts passieren würde, was er allerdings nicht einhält, denn er schickt zwei seiner Gehilfen in die Bar, wo sie Marbles und Scarpa aufspüren sollen, um diese schließlich umzubringen. Da Scarpa es aber bevorzugt hat zu verschwinden, finden sie nur Marbles vor, gehen mit ihm hinter die Bar und erschießen ihn anschließend. Demaret und Reese treffen sich mit Teddy, dem Sheriff und seinem Gehilfen. Dabei kommt es zu einer Schießerei. Chris Scarpa, der nun doch beschlossen hat zu bleiben, kommt seinen Kumpels zu Hilfe. Doch sowohl er als auch der Sheriff und sein Komplize sterben. Taylor Reese wird angeschossen und ist kampfunfähig. Teddy und Matty bedrohen sich gegenseitig mit Pistolen und beginnen zu diskutieren. Teddy dreht Matty den Rücken zu und täuscht vor, einfach zu gehen. Jedoch zückt er mit einer ruckartigen Bewegung seine Waffe und versucht Matty zu erschießen. Dieser ist jedoch schneller und tötet Teddy. Matty und Taylor nehmen das Geld und verschwinden. Matty bringt seinem Vater das Geld und verkündet, dass er keine Karriere in der Mafiaorganisation mehr anstrebt. Nachdem sich Taylor seine Wunden behandeln lassen hat, steigen er und Matty in ein Auto und fahren weg.

## Synchronisation
Die Synchronisation entstand bei der FFS Film- & Fernseh-Synchron in Berlin, nach einem Dialogbuch von Martina Marx unter der Dialogregie von Dietmar Wunder.
| Rolle            | Schauspieler   | Deutscher Sprecher  |
| ---------------- | -------------- | ------------------- |
| Matty Demaret    | Barry Pepper   | Dennis Schmidt-Foß  |
| Chris Scarpa     | Andrew Davoli  | Viktor Neumann      |
| Johnny Marbles   | Seth Green     | Marius Clarén       |
| Taylor Reese     | Vin Diesel     | Charles Rettinghaus |
| Teddy Deserve    | John Malkovich | Joachim Tennstedt   |
| Sheriff Decker   | Tom Noonan     | Bodo Wolf           |
| Deputy Ward      | Shawn Doyle    | Bernd Vollbrecht    |
| Brucker          | Kevin Gage     | Gerald Paradies     |
| Benny Chains     | Dennis Hopper  | Joachim Kerzel      |
| Matty (Alter 13) | Andrew Francis | Carsten Otto        |
| Decker           | Kris Lemche    | Marcel Collé        |
| Teeze            | Dov Tiefenbach | Julien Haggège      |

## Kritiken
Michael O’Sullivan schrieb in der Washington Post vom 11. Oktober 2002, der Film beinhalte Klischees und „einen sinnlosen, kugelgeladenen Höhepunkt“ („mindless, bullet-fueled climax“); ethischer Inhalt würde ihm fehlen. Er könne nur Menschen zufriedenstellen, die den Unterschied zwischen dem Guten, dem Bösen und dem Hässlichen nicht verstehen würden.
David Rooney schrieb in der Zeitschrift Variety vom 29. November 2001, der Film sei „gut konstruiert“ und weise Merkmale der Filme von Quentin Tarantino auf. Seine „scharfen Dialoge“, charismatischen Darsteller und „verschrobener Humor“ würden das junge männliche Publikum erfreuen.

## Hintergrund
Der Film wurde unter anderen in New York City, in Toronto, in Alberta und in Montana gedreht. Er spielte in den Kinos der USA ca. 11,6 Millionen US-Dollar ein.